# Terremoto dell'Armenia del 1988
Il terremoto dell’Armenia del 1988, conosciuto anche come terremoto di Spitak dal nome della località epicentro (in armeno Սպիտակի երկրաշարժ? Spitaki yerkrašarž), colpì violentemente il 7 dicembre 1988 la zona settentrionale dell’Armenia (all’epoca Repubblica Socialista Sovietica Armena, stato federato dell'URSS) causando decine di migliaia di vittime, feriti e sfollati.
Fu registrato con MSK di intensità X (devastante) e con una magnitudo delle onde superficiali pari a 6.8.
Il sisma si verificò in una regione vulnerabile a terremoti distruttivi e che fa parte di una più ampia cintura sismica attiva che si estende dalle Alpi all'Himalaya.
Risultarono gravemente danneggiati i centri di Spitak, Leninakan (oggi Gyumri), Kirovakan (oggi Vanadzor), oltre a decine di piccoli villaggi spesso isolati e lontani dalle principali vie di comunicazione.
A seguito del violento terremoto, in soccorso delle vittime si registrarono numerosi interventi umanitari: nonostante le tensioni della Guerra fredda, il leader sovietico Mikhail Gorbaciov chiese formalmente agli Stati Uniti d'America aiuto umanitario pochi giorni dopo il sisma, la prima richiesta del genere dalla fine degli anni '40. Centotredici paesi inviarono ingenti aiuti umanitari all'Unione Sovietica sotto forma di attrezzature di soccorso, squadre di ricerca e forniture mediche. Anche le donazioni private, l'assistenza di organizzazioni non governative ed artisti internazionali ebbero una grande parte nell'impegno internazionale per l’aiuto e la ricostruzione.

## Contesto storico
A partire dalla fine del 1987, l’Armenia Sovietica stava vivendo un'ondata di disordini politici con imponenti e quasi continue adunate nella capitale Erevan dal febbraio 1988. Nei quindici mesi precedenti il terremoto il Comitato Karabakh aveva mobilitato ripetutamente la popolazione organizzando numerose manifestazioni che raccoglievano fino a centinaia di migliaia di manifestanti.
Oggetto della contesa era la richiesta, rappresentata dal Comitato del Karabakh, di maggiore democrazia e dell'unificazione del Nagorno Karabakh all’Armenia. All’epoca tale regione era amministrata dall'Azerbaigian Sovietico ma era rivendicata dagli armeni come territorio autonomo anche in ragione della componente etnica vicina all’80%.
Nel febbraio 1988, a seguito delle violenze etniche scoppiate in Azerbaigian (fra le quali il pogrom di Sumgait), decine di migliaia di armeni scapparono in Armenia e molte migliaia (almeno settemila) si stabilirono anche nelle zone poi colpite dal terremoto.

## Il sisma
La causa dell'evento fu la rottura di una faglia, quaranta chilometri a sud delle montagne del Caucaso, una catena montuosa che si è formata in seguito alla convergenza delle placche tettoniche araba e eurasiatica. La catena è situata lungo una cintura sismica attiva che si estende dalle Alpi dell'Europa meridionale all'Himalaya in Asia. La sismicità lungo questa fascia è contrassegnata da frequenti terremoti importanti dal Mar Egeo, attraverso la Turchia e l'Iran, e in Afghanistan. Sebbene la ricorrenza di eventi sismici in Armenia non raggiunga l'alta frequenza che si osserva in altri segmenti di questa zona, la rapida deformazione crostale è associata a una forte attività di spinta della faglia e ad attività vulcanica. Il monte Ararat, un vulcano dormiente di 5.137 m, si trova 100 km a sud dell'epicentro del terremoto in Turchia.
Il terremoto è avvenuto lungo una ben nota faglia di 60 km che corre parallela alla catena del Caucaso e si abbassa a nord-nord-est. Bruce Bolt, un sismologo e professore di scienze planetarie e della terra presso l'Università della California, Berkeley, percorse la lunghezza della scarpata di faglia nel 1992 e scoprì che lo spostamento verticale misurava 1 m lungo la maggior parte della lunghezza con la parte sud-occidentale che raggiungeva anche 1,6 m di scostamento.
La criticità sismica si è sprigionata a una profondità di 5 chilometri con l'epicentro sulla faglia di spinta di Alavar sulle pendici delle montagne del Caucaso Minore a nord del monte Aragats. La scossa principale produsse una rottura superficiale e si propagò verso ovest con un sottosistema di slittamento separato che si è verificato due secondi dopo propagandosi a sud-est. Andando verso ovest, la faglia si è divisa in due rami. Complessivamente sono stati registrati cinque eventi sussidiari nei primi undici secondi e una scossa di assestamento di 5,8 si è verificata quattro minuti e venti secondi dopo.

### Danni
Il terremoto ha colpito un'area piuttosto popolata, compresa la città di Leninakan, la seconda del Paese per numero di abitanti. Sono state interessate molte aree industriali, distrutte scuole ed ospedali oltre ovviamente a migliaia di abitazioni private. L'orario della scossa, in piena attività lavorativa e scolastica, ha amplificato il numero delle vittime e dei feriti. I superstiti hanno oltre tutto dovuto affrontare nei primi mesi del post sisma la durezza dell'inverno con temperature anche abbondantemente sotto lo zero termico. La conta delle vittime non è mai stata precisa: ufficialmente stimate in 25.000 ma presumibilmente molte di più anche in considerazione del numero di profughi armeni scappati dall'Azerbaigian e non ancora ufficialmente registrati.
Sotto accusa, dopo il sisma, furono i criteri di costruzione degli edifici pubblici, molti dei quali letteralmente si sbriciolarono all'interno lasciando parzialmente intatte solo le pareti esterne. La Centrale nucleare di Metsamor, pur essendo abbastanza vicina all'epicentro, non fu danneggiata ma a titolo prudenziale venne chiusa e rimase inattiva per alcuni anni creando seri problemi di approvvigionamento energetico all'Armenia.

### Aiuti e ricostruzione
Nonostante il clima politico dell'epoca, la catastrofe riuscì a far convergere una solidarietà internazionale e aperture diplomatiche fino a quel momento inimmaginabili. Le autorità sovietiche fecero appello anche all'Occidente e oltre un centinaio di nazioni portarono soccorso alle popolazioni colpite con aiuti calcolati complessivamente intorno al mezzo miliardo di dollari. Fra queste anche l'Italia con una missione organizzata dalla Protezione civile italiana, prima missione all'estero per il neonato Dipartimento. Grazie agli aiuti dello Stato italiano nacque a Leninakan (oggi Gyumri) il "Villaggio Italia".
Numerosi artisti si esibirono per raccogliere fondi in aiuto alle popolazioni terremotate; fra i progetti più noti quello di Charles Aznavour che raccolse decine di cantanti internazionali in un disco dal titolo "Pour toi Armenie", esperienza replicata in Italia con "Per te Armenia". Complessivamente, secondo i report delle autorità governative, 358 tra comunità urbane e rurali furono danneggiate, 58 andarono completamente distrutte; il sisma danneggiò 130 fabbriche lasciando senza lavoro circa 170.000 persone

## Galleria d'immagini

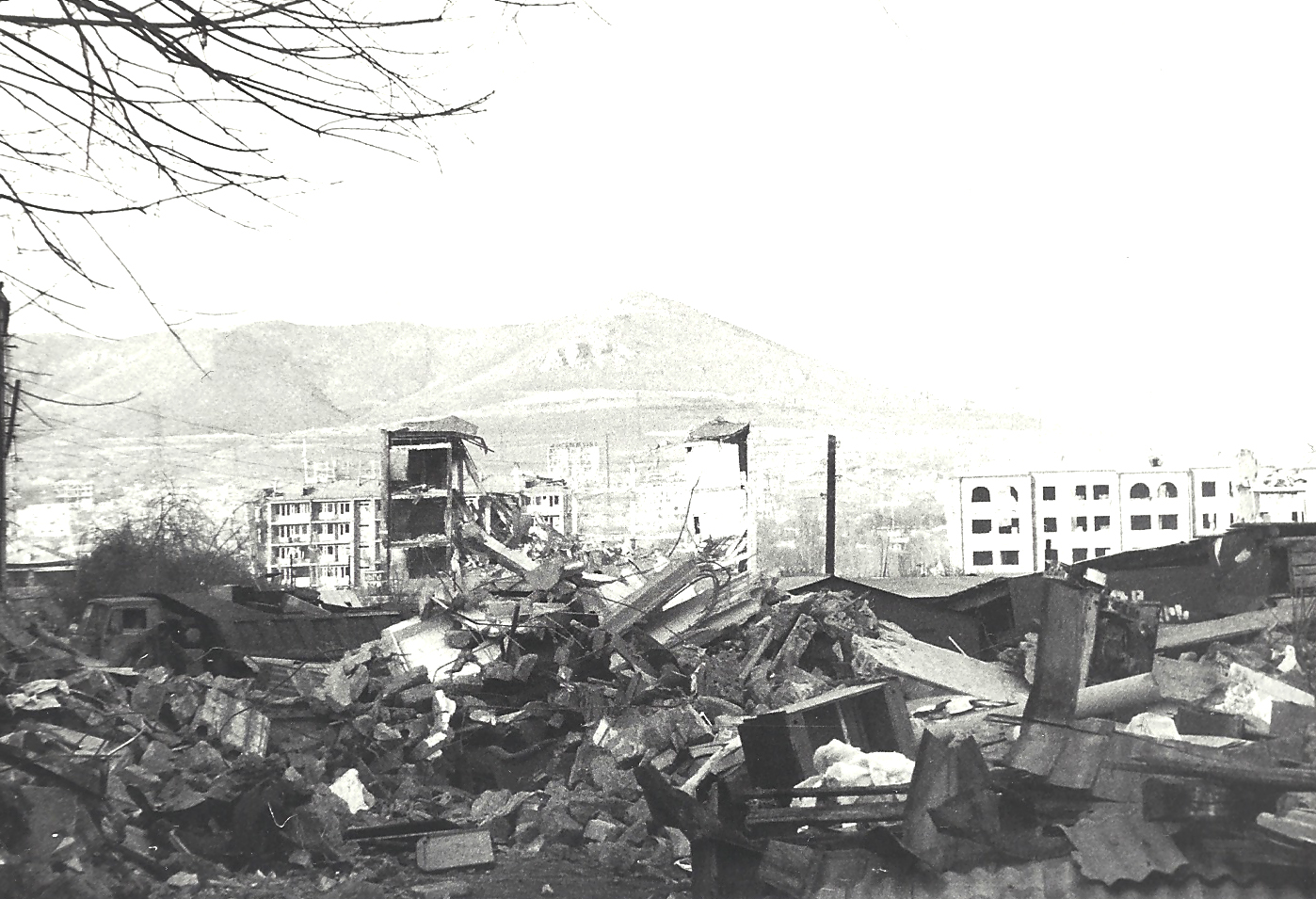
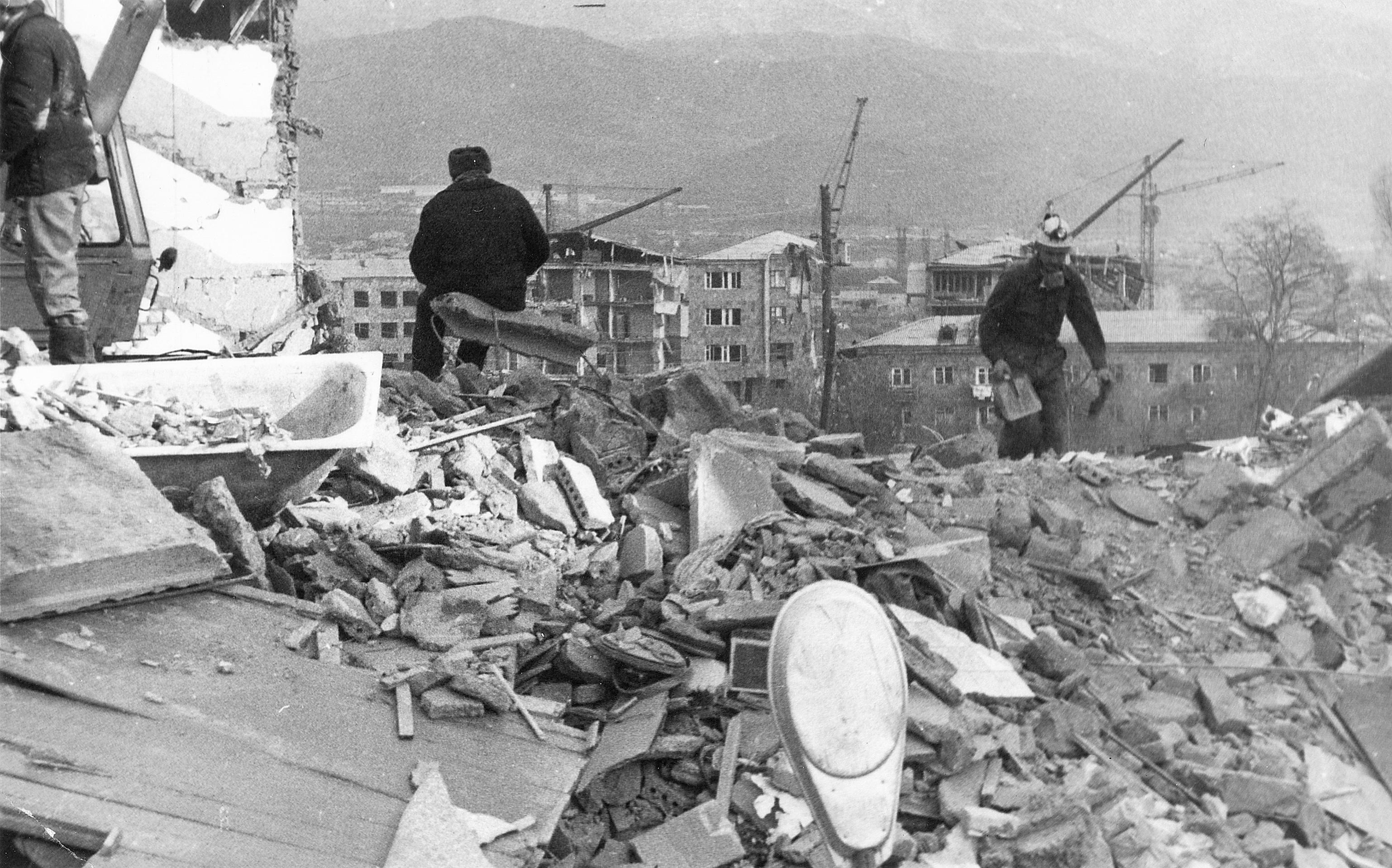
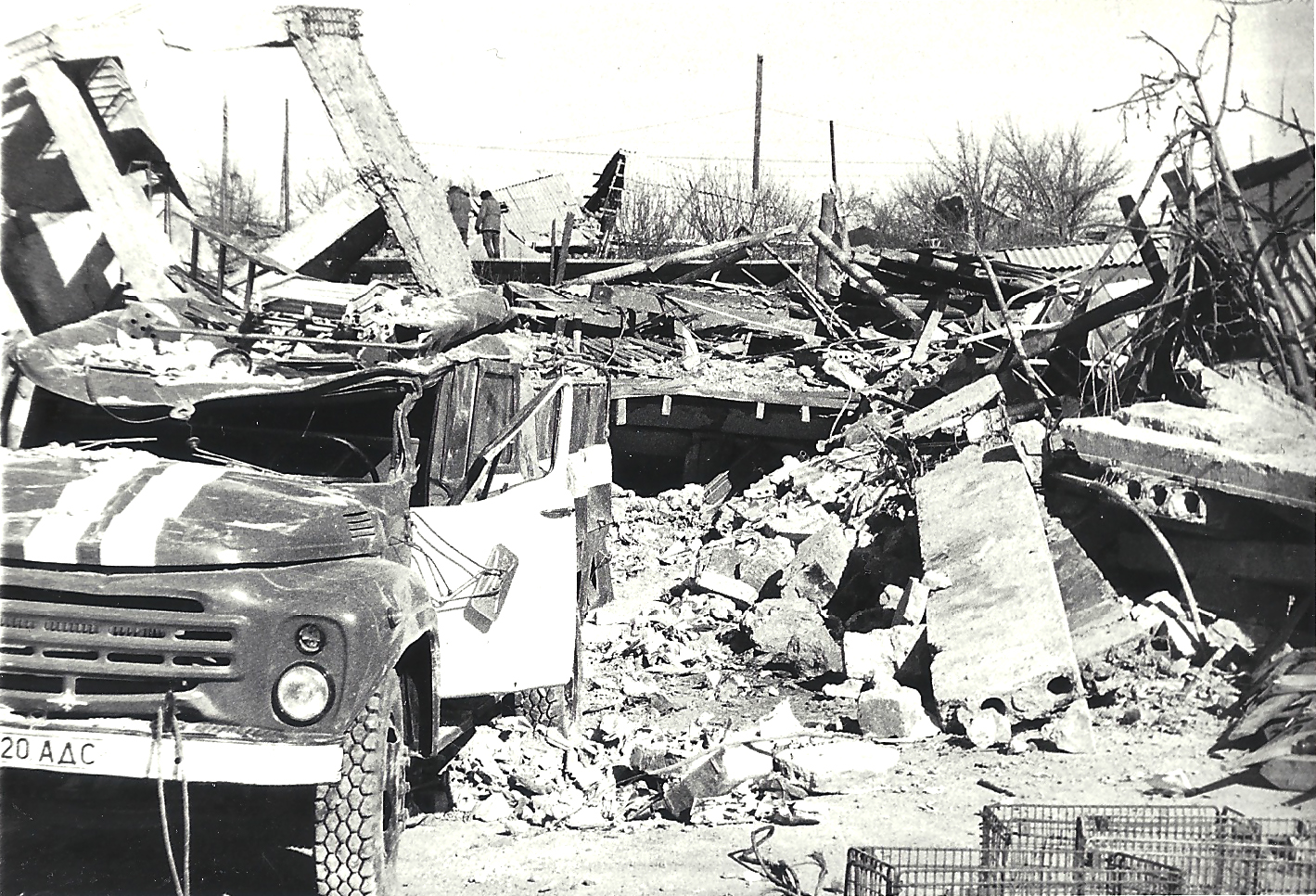
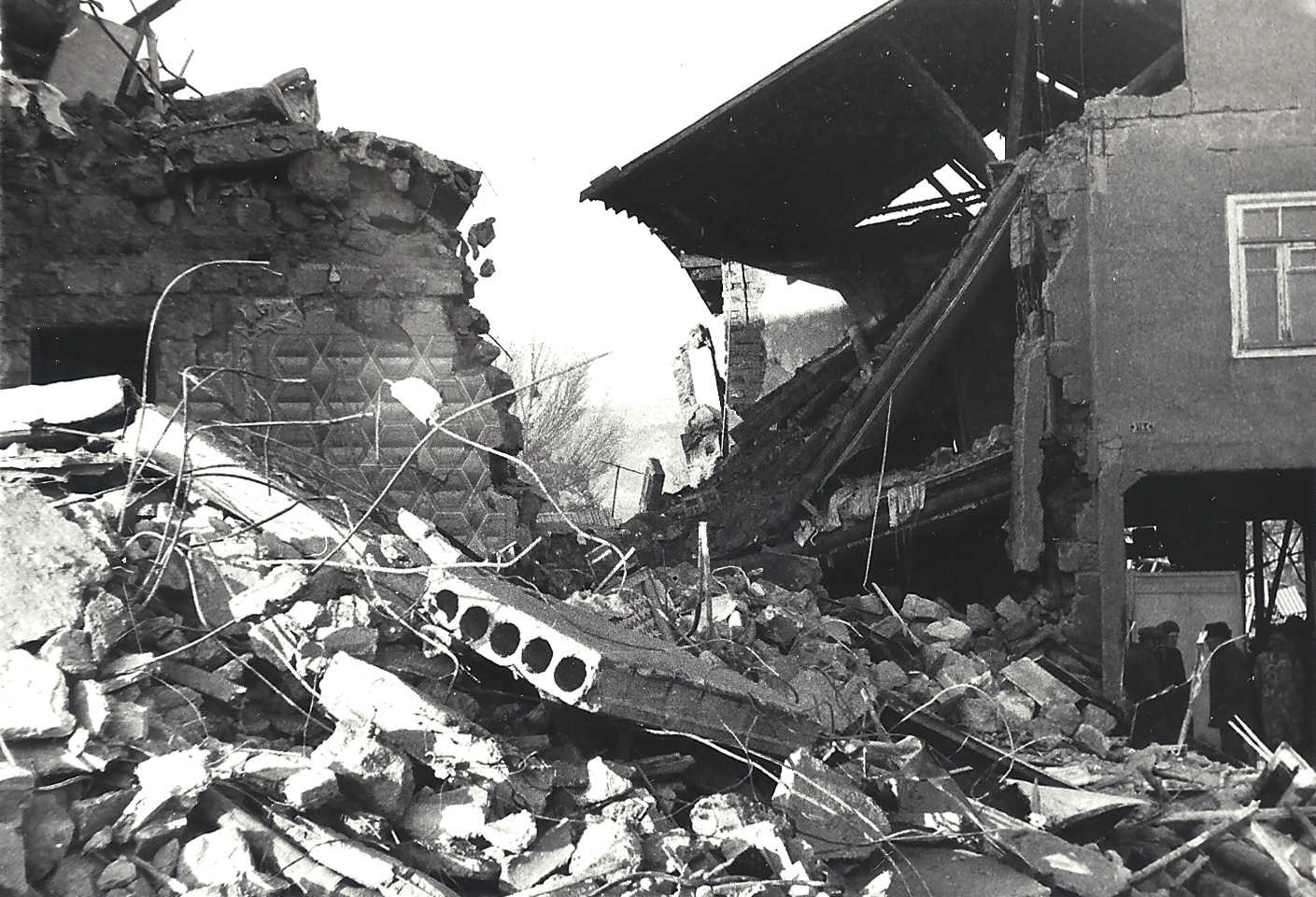
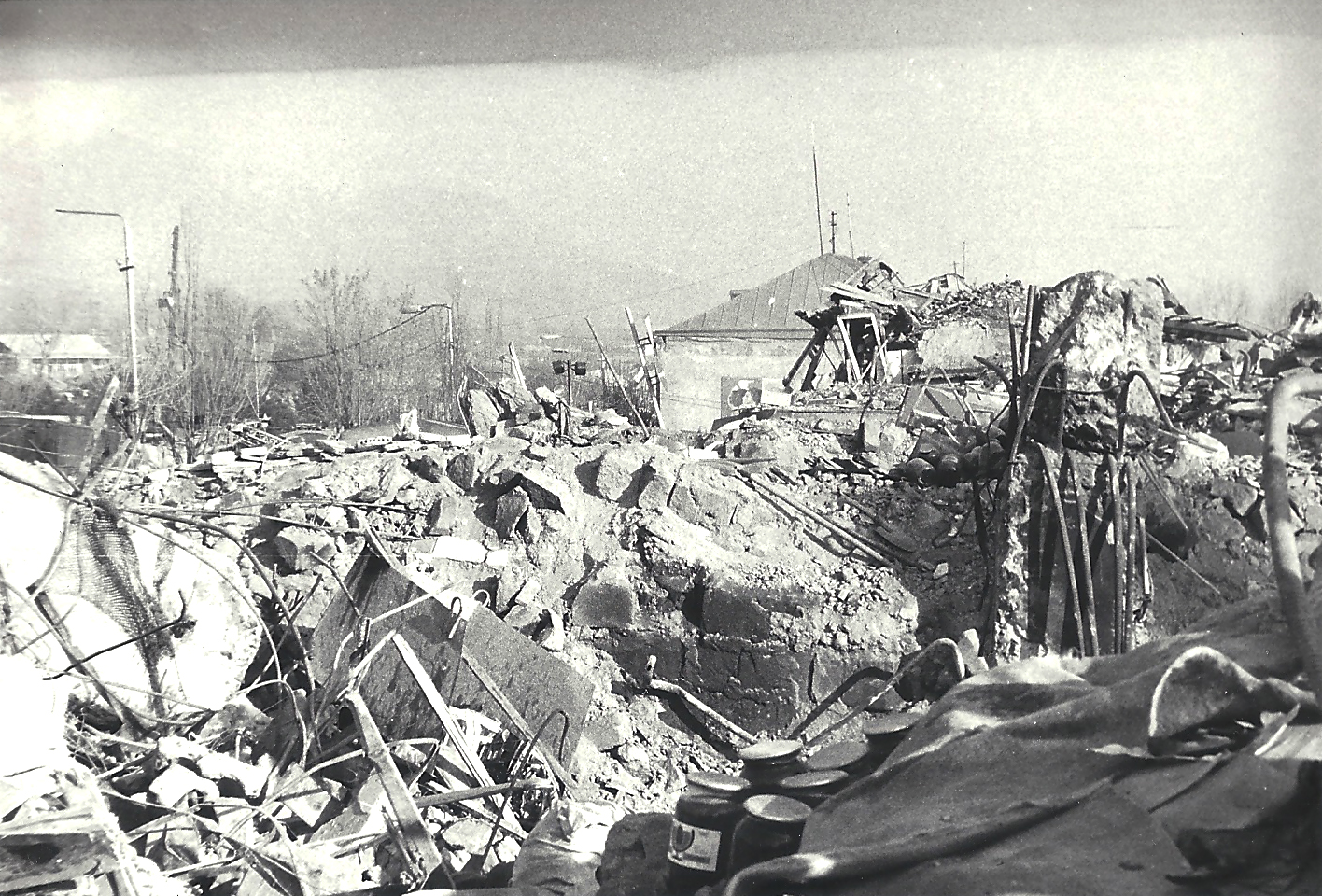
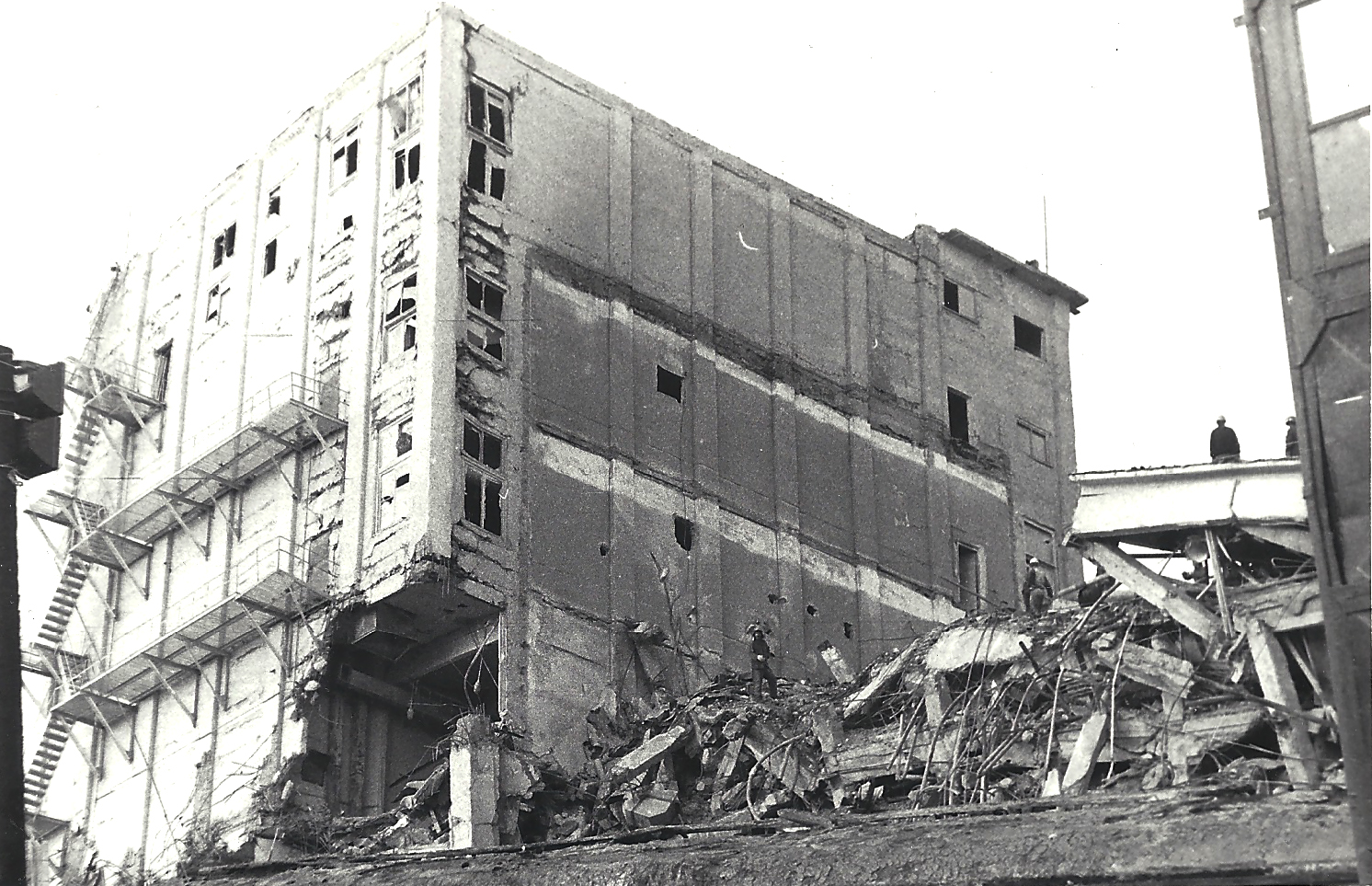
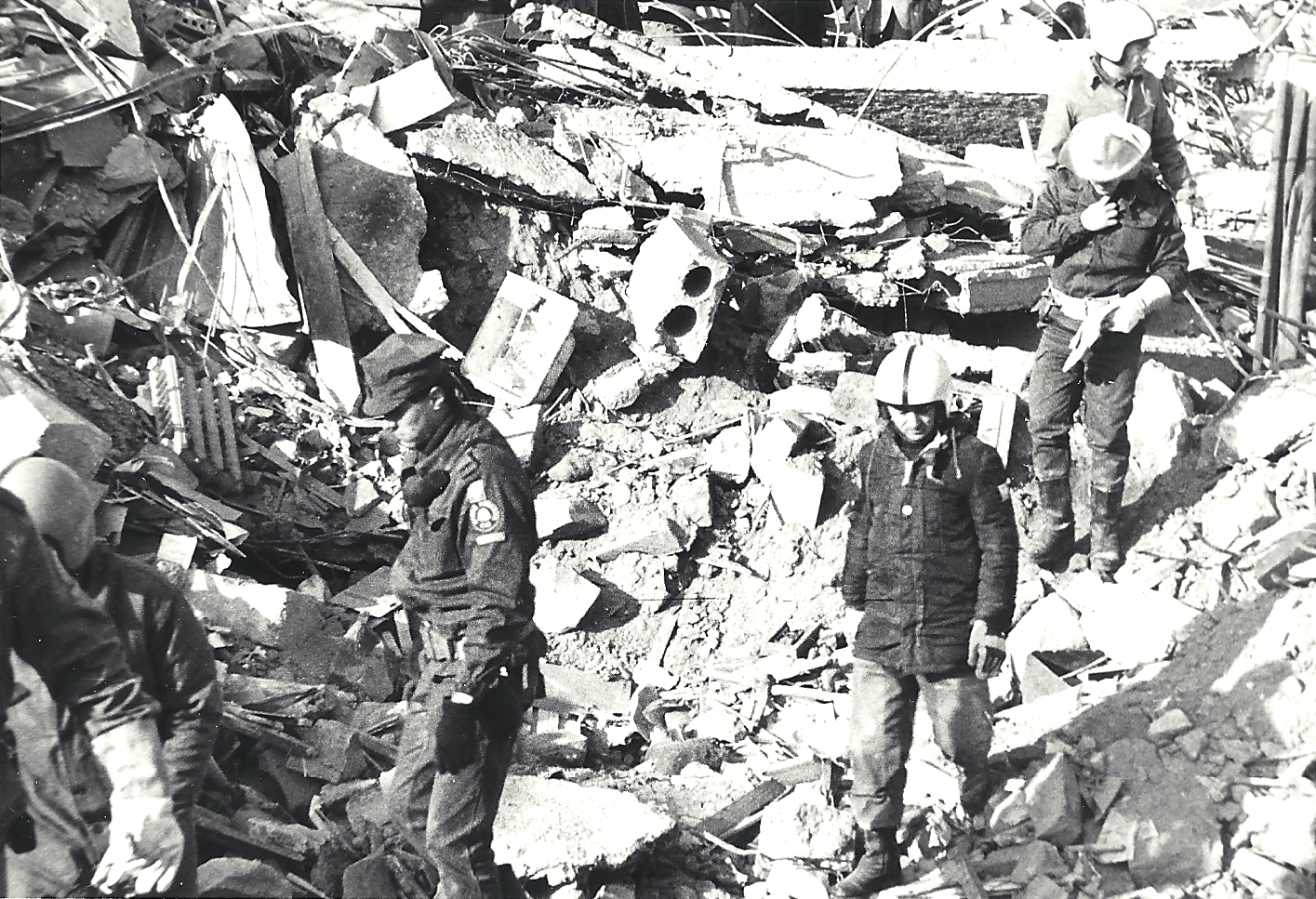
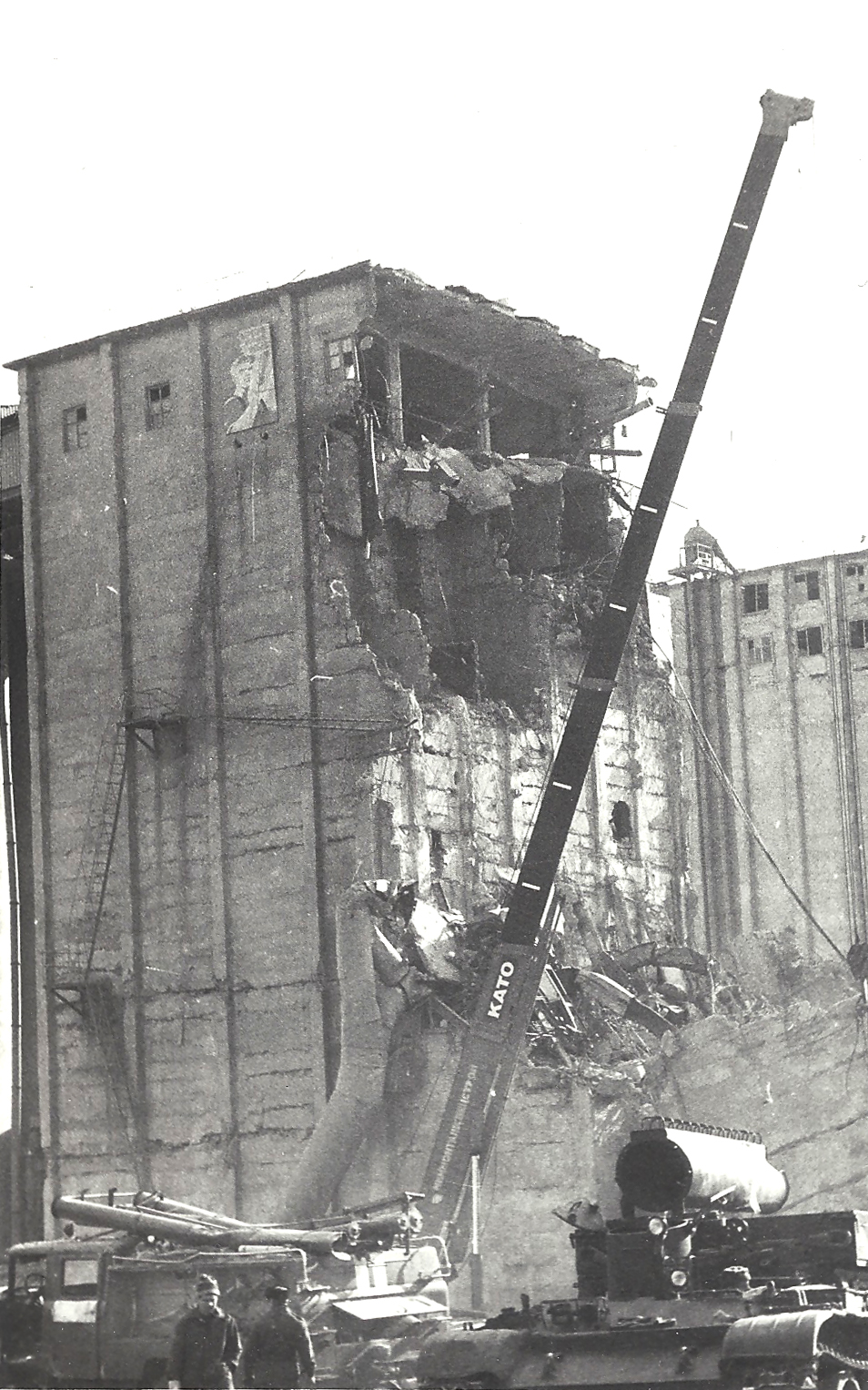
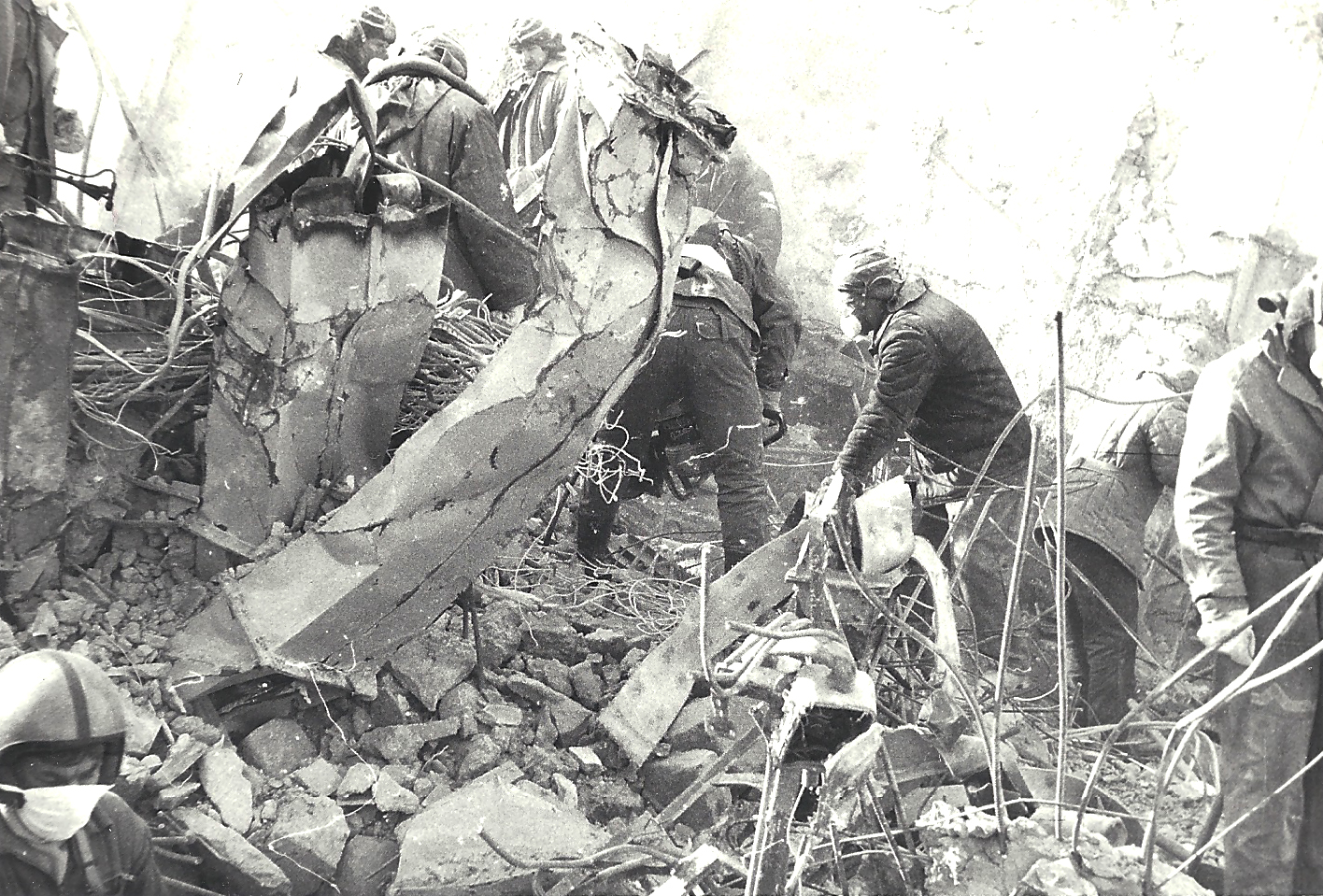
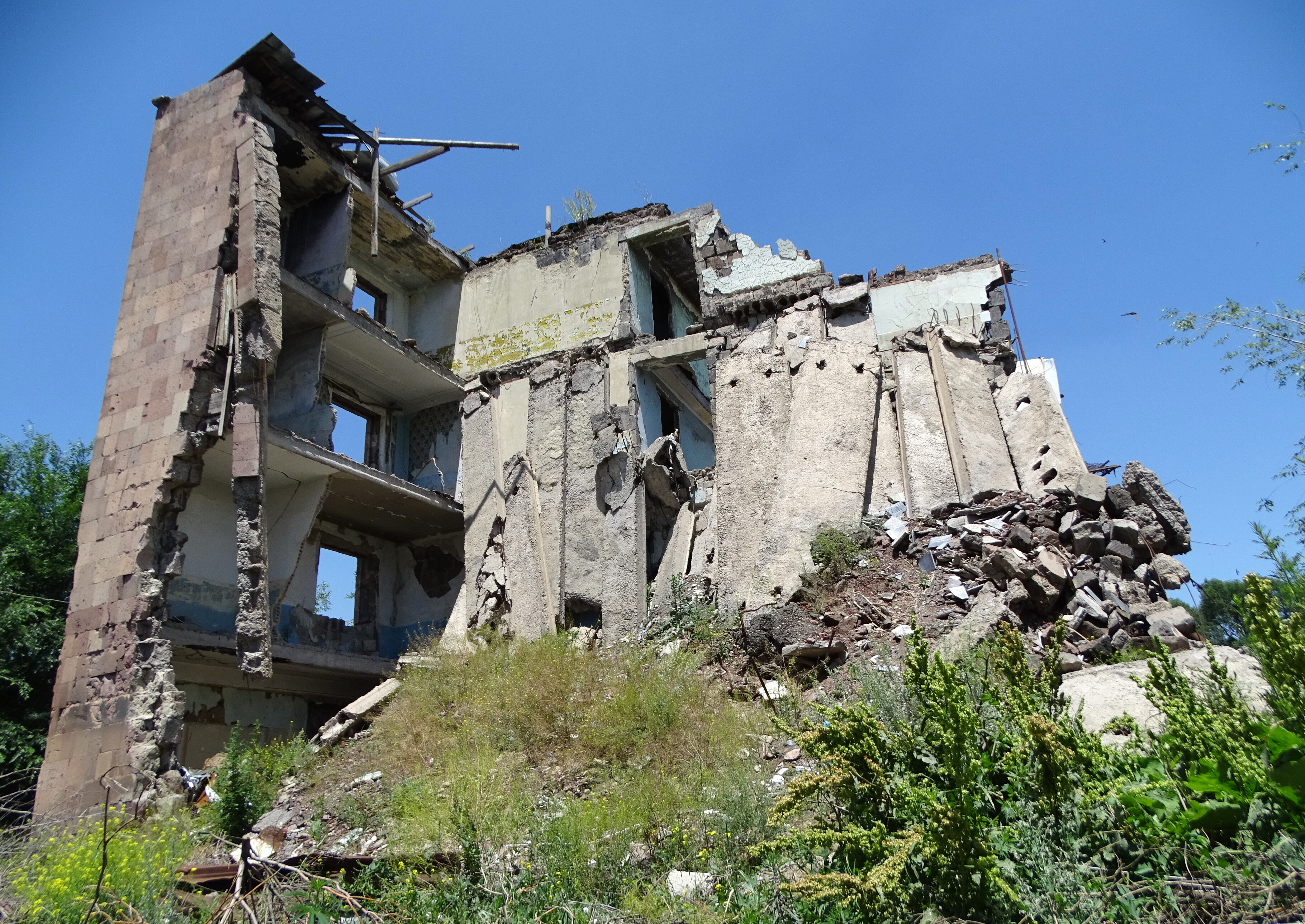
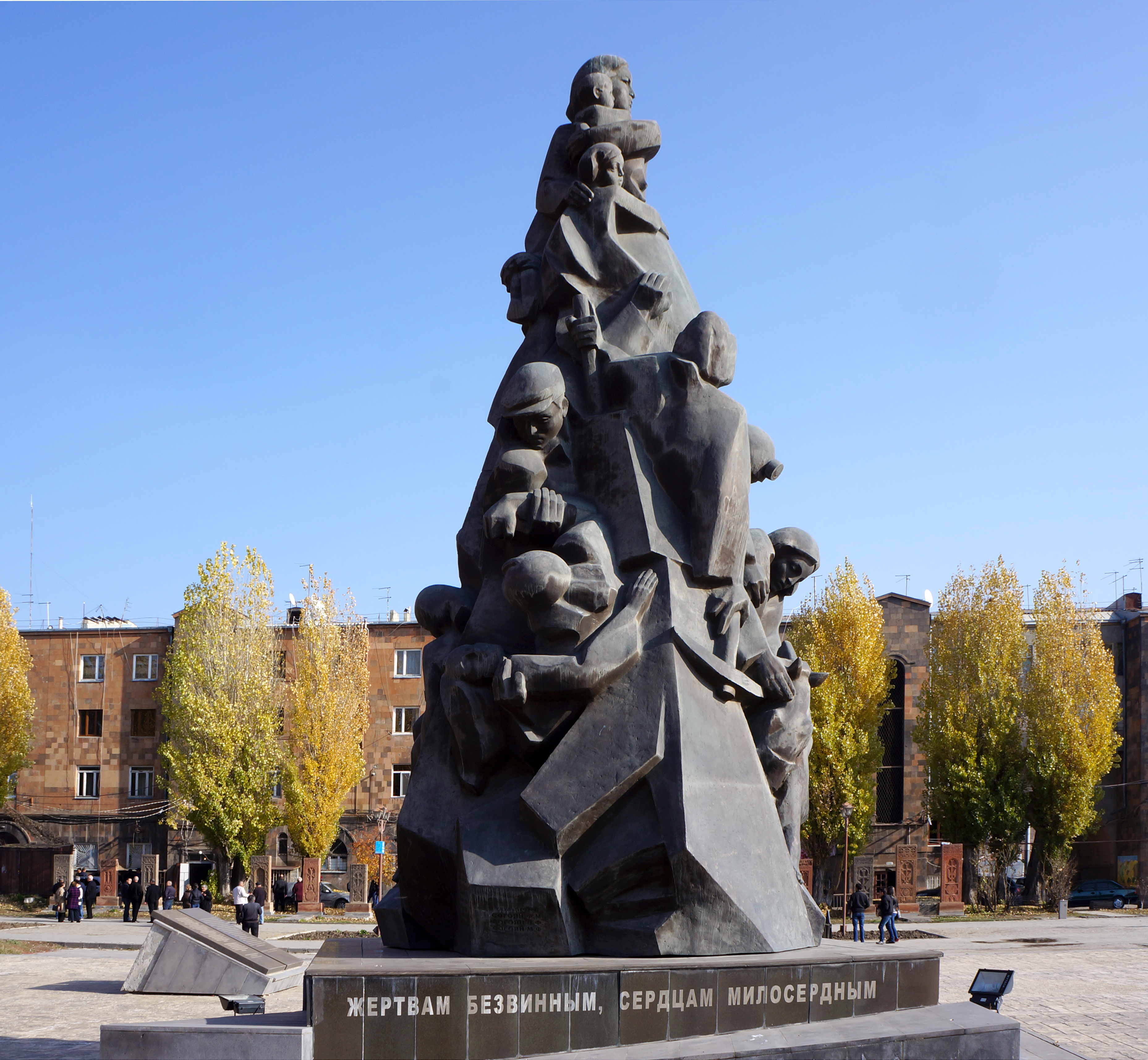
Monumento alle vittime, Gyumri